# Греко-римская борьба на летних Олимпийских играх 1960 — до 57 кг
Соревнования по греко-римской борьбе в рамках Олимпийских игр 1960 года в легчайшем весе (до 57 килограммов) прошли в Риме с 26 по 31 августа 1960 года в «Базилике Максенция».
Турнир проводился по системе с начислением штрафных баллов, но в сравнении с прошлыми играми, сменилась система их начисления и был введён такой результат, как ничья. За чистую победу штрафные баллы не начислялись, за победу по очкам борец получал один штрафной балл, за ничью два штрафных балла, за поражение по очкам три штрафных балла, за чистое поражение — четыре штрафных балла. Борец, набравший шесть штрафных баллов, из турнира выбывал. Трое оставшихся борцов выходили в финал, где проводили встречи между собой. Встречи между финалистами, состоявшиеся в предварительных схватках, шли в зачёт. Схватка по регламенту турнира продолжалась 12 минут. Если в течение первых шести минут не было зафиксировано туше, то судьи могли определить борца, имеющего преимущество. Если преимущество никому не отдавалось, то назначалось четыре минуты борьбы в партере, при этом каждый из борцов находился внизу по две минуты (очередность определялась жребием). Если кому-то из борцов было отдано преимущество, то он имел право выбора следующих шести минут борьбы: либо в партере сверху, либо в стойке. Если по истечении четырёх минут не фиксировалась чистая победа, то оставшиеся две минуты борцы боролись в стойке.
В легчайшем весе боролись 28 участников. Никто не смог поставить под сомнение возможности чемпиона мира 1958 года Олега Караваева. Он прошёл без поражений весь турнир, и для золотой медали ему было достаточно свести вничью финальную встречу с Йоном Черней, но он в ней тоже победил. Караваев был признан самым техничным борцом олимпийского турнира по греко-римской борьбе. Бронзовую медаль завоевал Динко Петров, выбывший из турнира наряду с несколькими борцами в пятом круге, но получивший награду поскольку у него было меньше штрафных баллов, чем у других.

## Призовые места
- Олег Караваев (URS)
- Йон Черня (ROU)
- Динко Петров (BUL)

## Первый круг
| Штрафных баллов | Участник 1                  | Результат    | Участник 2                | Штрафных баллов |
| --------------- | --------------------------- | ------------ | ------------------------- | --------------- |
| 0               | Йон Черня (ROU)             | Туше (4:40)  | Мишель Бен Акун (MAR)     | 4               |
| 0               | Имре Ходош (HUN)            | Туше (0:35)  | Лок Альфлен (NED)         | 4               |
| 2               | Ричард Дебруннер (SUI)      | Ничья        | Рейно Туомминен (FIN)     | 2               |
| 0               | Масамицу Итигути (JPN)      | Туше (11:39) | Ларри Лочле (USA)         | 4               |
| 1               | Джильберто Грамеллини (ITA) | По очкам     | Бернард Книттер (POL)     | 3               |
| 1               | Яшар Йилмаз (TUR)           | По очкам     | Камель Эль-Сайед (UAR)    | 3               |
| 1               | Жильбер Дубье (FRA)         | По очкам     | Эвальд Тауер (EUA)        | 3               |
| 0               | Олег Караваев (URS)         | Туше (8:02)  | Юн Твейтен (NOR)          | 4               |
| 1               | Стипан Дора (YUG)           | По очкам     | Айме Верховен (BEL)       | 3               |
| 1               | Иржи Швец (TCH)             | По очкам     | Али Бани Хашеми (IRI)     | 3               |
| 1               | Франц Брюннер (AUT)         | По очкам     | Михаил Теодоропулос (GRE) | 3               |
| 1               | Эдвин Вестербю (SWE)        | По очкам     | Орландо Гончалвес (POR)   | 3               |
| 0               | Динко Петров (BUL)          | Туше (2:34)  | Франсуа Шлехтер (LUX)¹    | 4               |
| 1               | Мишель Накузи (LIB)         | По очкам     | Сантьяго Каньет (ESP)²    | 3               |

¹ Снялся с соревнований 

² Снялся с соревнований

## Второй круг
| Штрафных баллов | Участник 1                  | Результат   | Участник 2                | Штрафных баллов |
| --------------- | --------------------------- | ----------- | ------------------------- | --------------- |
| 2               | Йон Черня (ROU)             | Ничья       | Имре Ходош (HUN)          | 2               |
| 4               | Лок Альфлен (NED)           | Туше (1:41) | Мишель Бен Акун (MAR)     | 8               |
| 1               | Джильберто Грамеллини (ITA) | Туше (7:29) | Ричард Дебруннер (SUI)    | 6               |
| 3               | Бернард Книттер (POL)       | Туше (4:09) | Рейно Туомминен (FIN)     | 6               |
| 1               | Масамицу Итигути (JPN)      | По очкам    | Камель Эль-Сайед (UAR)    | 6               |
| 1               | Яшар Йилмаз (TUR)           | Туше (5:07) | Ларри Лочле (USA)         | 8               |
| 2               | Мишель Накузи (LIB)         | По очкам    | Жильбер Дубье (FRA)       | 4               |
| 4               | Эвальд Тауер (EUA)          | По очкам    | Юн Твейтен (NOR)          | 7               |
| 0               | Олег Караваев (URS)         | Туше (1:28) | Айме Верховен (BEL)       | 7               |
| 2               | Стипан Дора (YUG)           | По очкам    | Али Бани Хашеми (IRI)     | 6               |
| 2               | Иржи Швец (TCH)             | По очкам    | Михаил Теодоропулос (GRE) | 6               |
| 2               | Эдвин Вестербю (SWE)        | По очкам    | Франц Брюннер (AUT)       | 4               |
| 1               | Динко Петров (BUL)          | По очкам    | Орландо Гончалвес (POR)   | 6               |

## Третий круг
| Штрафных баллов | Участник 1                  | Результат | Участник 2             | Штрафных баллов |
| --------------- | --------------------------- | --------- | ---------------------- | --------------- |
| 1               | Йон Черня (ROU)             | По очкам  | Лок Альфлен (NED)      | 7               |
| 3               | Джильберто Грамеллини (ITA) | Ничья     | Имре Ходош (HUN)       | 4               |
| 5               | Бернард Книттер (POL)       | По очкам  | Масамицу Итигути (JPN) | 3               |
| 2               | Яшар Йилмаз (TUR)           | По очкам  | Жильбер Дубье (FRA)    | 7               |
| 3               | Мишель Накузи (LIB)         | По очкам  | Эвальд Тауер (EUA)     | 7               |
| 1               | Олег Караваев (URS)         | По очкам  | Стипан Дора (YUG)      | 5               |
| 3               | Иржи Швец (TCH)             | По очкам  | Франц Брюннер (AUT)    | 7               |
| 2               | Динко Петров (BUL)          | По очкам  | Эдвин Вестербю (SWE)   | 5               |

## Четвёртый круг
| Штрафных баллов | Участник 1             | Результат      | Участник 2                  | Штрафных баллов |
| --------------- | ---------------------- | -------------- | --------------------------- | --------------- |
| 2               | Йон Черня (ROU)        | По очкам       | Джильберто Грамеллини (ITA) | 6               |
| 5               | Бернард Книттер (POL)  | Травма (11:35) | Имре Ходош (HUN)            | 8               |
| 4               | Масамицу Итигути (JPN) | По очкам       | Яшар Йилмаз (TUR)           | 5               |
| 2               | Олег Караваев (URS)    | По очкам       | Мишель Накузи (LIB)         | 6               |
| 5               | Эдвин Вестербю (SWE)   | Туше (11:15)   | Стипан Дора (YUG)           | 9               |
| 5               | Иржи Швец (TCH)        | Ничья          | Динко Петров (BUL)          | 4               |

## Пятый круг
| Штрафных баллов | Участник 1          | Результат   | Участник 2             | Штрафных баллов |
| --------------- | ------------------- | ----------- | ---------------------- | --------------- |
| 3               | Йон Черня (ROU)     | По очкам    | Бернард Книттер (POL)  | 8               |
| 2               | Олег Караваев (URS) | Туше (3:04) | Масамицу Итигути (JPN) | 8               |
| 7               | Яшар Йилмаз (TUR)   | Ничья       | Динко Петров (BUL)     | 6               |
| 7               | Иржи Швец (TCH)     | Ничья       | Эдвин Вестербю (SWE)   | 7               |

## Финал
| Штрафных баллов | Участник 1          | Результат | Участник 2      | Штрафных баллов |
| --------------- | ------------------- | --------- | --------------- | --------------- |
| 3               | Олег Караваев (URS) | По очкам  | Йон Черня (ROU) | 6               |